# Mariner-programmet
Mariner-programmet var en serie af NASA's rumsonder til at undersøge de indre planeter. Teknisk byggede det på de avancerede Ranger- månesonder og Marinersonder var de første succesfulde venus- og marssonder, endda før NASA fik sin første succesfulde månesonde. Navnet hentyder til de opdagelsesrejsende i 1600-1800-tallet. Marinersonderne blev styret af Jet Propulsion Laboratory i Pasadena, Californien.

## Opsendt med Atlas-Agena-raketter
- 203 kg tung venussonde til forbiflyvning.
  - Mariner 1, 22. juli 1962 — upålidelig løfteraket nødsprængt.
  - Mariner 2, 26. august 1962 — første nære passage af en anden planet med en fungerende rumsonde.
- 261 kg tung marssonde til forbiflyvning. En reserve fløj til Venus.
  - Mariner 3, 5. november 1964 — spærret inde bag raketnæsen.
  - Mariner 4, 28. november 1964 — første nære passage af Mars, tog 21 nærbilleder.
  - Mariner 5, 14. juni 1967 — 3.990 km's passage af Venus.

## Opsendt med Atlas-Centaur-raketter
- 413 kg tung marssonde til forbiflyvning.
  - Mariner 6, 25. februar 1969 — 3.412 km's passage af Mars, tog 25 nærbilleder.
  - Mariner 7, 27 marts 1969 — 3.534 km's passage af Mars, tog 33 nærbilleder.
- 998 kg tung marskredser. Udnyttede at planeternes stilling var yderst ideel i 1971.
  - Mariner 8, 8. maj 1971 — faldt i Atlanterhavet.
  - Mariner 9, 30. maj 1971 — første kredsløb om en anden planet: Mars, tog 7.329 billeder.
- 503 kg tung merkursonde. Udnyttede Venus' tyngdekraft på vejen dertil.
  - Mariner 10, 3. november 1973 — første sonde der besøgte Merkur, tog 349 nærbilleder på de tre passager.

## Mariner Mk. 2
Mariner 11 og 12 blev omdøbt Voyager 1 og 2. Viking 1 og 2 kredserne var forstørrede udgaver af Mariner 9. Mariner Mark 2 danner grundlaget for Cassini og den aflyste CRAF.